# Wallace Sargent
Wallace Leslie William Sargent (Elsham, 15 de fevereiro de 1935) é um astrônomo estadunidense.
Mais conhecido como Wal Sargent, nasceu em Elsham, Inglaterra, sendo cidadão naturalizado dos Estados Unidos. Obteve o Ph.D. em 1959 na Universidade de Manchester, trabalhando depois no Instituto de Tecnologia da Califórnia (Caltech), onde permanece até a atualidade, tendo se ausentado durante quatro anos, durante os quais afirma ter retornado à Ingalterra para encontrar sua mulher, Anneila Sargent.
Sargent é conhecido por seus estudos sobre as raias espectrais de quasares. É atualmente professor da cátedra
Ira Sprague Bowen de Astronomia do Caltech. Foi eleito membro da Royal Society em 1981.
Supervisionou diversas teses na Caltech, incluindo John Huchra, Edwin Turner, Charles C. Steidel e Alexei Filippenko.

## Honrarias
Prêmios
- Prêmio de Astronomia Helen B. Warner (1969)
- Prêmio Dannie Heineman de Astrofísica (1991)
- Medalha Bruce (1994)
- Henry Norris Russell Lectureship (2001)

Epônimos
- Asteroide 11758 Sargent